# Islay

Islay elhelyezkedése Skóciában

Islay (IPA: [ˈɑɪlə], skót gaelül: 'Ìle' IPA: [ˈiːlə]) a Belső-Hebridák egyik szigete Skóciában. Az egyik legnépesebb sziget körülbelül 4000 lakossal. A Hebridák szigetei közül ez fekszik a legdélebbre.
Mivel távol fekszik a partoktól, viszonylag kevés turista keresi fel, így ez az egyik legelszigeteltebb sziget. Gazdasága főképp a szeszfőzdéken alapul, ezekből 9 van a szigeten. Islay-t főképp madárfigyelés miatt érdemes felkeresni, októbertől áprilisig itt fészkel több madárfaj.
A sziget légi úton is megközelíthető Glasgow-ból, a reptér Glenegedale-ben van, valamint komppal, a kikötő Port Ellenben van. A szigetet busszal, taxival vagy kerékpárral is körbe lehet járni.
Islay legnagyobb települése Port Ellen, bár még ez is egy álmos falu képét mutatja. 1821-ben alapította az akkori lord, Walter Frederick Campbell, és a felesége után nevezte el.
A Port Ellentől keletre induló úton Ardtalla felé 3 szeszfőzde található, Laphroaig, Lagavulin és Ardbeg, mindhármat turisták is látogathatják. Lagavulin és Ardbeg között található a Dunyvaig kastély 16. századi romjai, ami valaha a fő támaszpontja volt a Szigetek Kormányzóságának. Néhány kilométerre innen, egy lerombolt 13. századi apátság udvarán található a Kildalton Kereszt, ami egyike Skócia legfontosabb korai keresztény emlékének. A keresztre bibliai jelenetek vannak felvésve. Az út végén található Ardtalla település, ahonnét nem messze van a Beinn Bheigeir, a sziget legmagasabb hegye.
Port Ellentől délnyugatra található a The Oa nevű félsziget, aminek a csúcsán van az Amerikai Emlékmű, egy obeliszk, amit annak emlékére állítottak, hogy az első világháború végén itt süllyedt el két amerikai hajó, a Tuscania és az Ontranto.
Port Charlotte, melyet szintén Campbell lord alapított 1828-ban, és az anyja után nevezte el, a Rinns of Islay félszigeten fekszik, és az Islay-i Vadvilág Információs Központ és az Islay-i Múzeum otthona.
Északra Port Ellentől fekszik Bowmore, a sziget adminisztratív központja, és második legnagyobb települése. A Campbell klán alapította 1768-ban. Legfőbb nevezetessége a kerek templom, amit azért építettek kerekre, hogy a rossz szellemek ne tudjanak megbújni a sarkokban. Ebben a faluban található a sziget legrégebbi szeszfőzdéje, amit 1779-ben alapítottak.
Port Askaig Islay másik kompkikötője, ami összeköti a szigetet Jurával és Colonsayjel, valamint a szárazfölddel. A falu alig áll többől, mint a móló és néhány ház, de itt található Islay 9 szeszfőzdéje közül kettő, a Caol Ila és a Bunnahabhain.
Ballygrant, mely nagyjából félúton fekszik Port Askaig és Bridgend között. Nem messze tőle található az 1883-ban egy régi malom helyén alapított gyapjúfeldolgozó malom. A Ballygranton áthaladó út a Loch Finlaggan déli partján halad, ahol több mesterséges szigetet építettek évszázadokkal ezelőtt, amik a MacDonald klán őseié voltak. A klán volt Islay ura több mint 350 évig. A tó északkeleti pontján egy látogatóközpont épült, ahol a terület történetét mutatják be és néhány régi rom is látható.
Islay többi települése: Killinallan, Sanaigmore, Kilchoman, Portnahaven, Port Wernyss, Bridgend, Laggan, Kintra, Lower Killeyan, Laphroaig.

## Fordítás
Ez a szócikk részben vagy egészben  az   Islay című angol Wikipédia-szócikk ezen változatának fordításán alapul.  Az eredeti cikk szerkesztőit annak laptörténete sorolja fel. Ez a jelzés csupán a megfogalmazás eredetét és a szerzői jogokat jelzi, nem szolgál a cikkben szereplő információk forrásmegjelöléseként.